# 二十一世紀資本論
《二十一世紀資本論》是法国经济学家汤玛斯·皮克提著書，它讨论了自18世纪以来欧美的财富和收入不均的问题。该书最先于2013年出版法文版，随后在2014年4月出版了英译版。其主要观点认为如果资本的收益率（r）大于经济增长率（g），财富就会集中。皮克提提出，长期来看，这将导致财富集中和经济不稳定。皮克提建议，设立一个全球累进财产税系统可以促进平等，避免大多数财富集中到极少数人手里。本书的法文版销量超过50,000册，而英译版已经售出大约80,000册印刷版和超过13,000册的电子版；哈佛大学出版社预计将会再售出200,000册。这本书于2014年5月18日荣登《纽约时报》精装非小说类畅销书榜第一名。

## 内容
这本书的主要观点认为贫富不均不是意外，而是资本主义的一个特点，并且只能通过国家干预来扭转。因此这本书认为除非资本主义进行改革，否则真正的民主秩序将受到威胁。
皮克提的论点基于资本的收益率（r）与经济增长率（g）的关系公式，“r”包括利润、股息、利息、租金和其他来自于资本的收入，而g以收入或产出来测量。他提出，当增长率低时，那么财富倾向于通过“r”而不是劳动来积累，并且会更多向最富的10%或1%的人群集中，加剧贫富不均。因此，两极分化和贫富差距的原理可以用不等式r > g来概括。
书中提出目前贫富两极分化加剧的趋势在1930年到1975年有所扭转，是因为两次世界大战，大萧条及债务所带来的经济衰退摧毁了大部分财富，特别是精英的财富。这些事件促使政府采取措施进行收入再分配，并且快速的经济增长意味着继承财产的重要性下降了。
这本书提出世界趋势逐渐回归到“世袭资本主义”，此时经济很大程度上由继承财产所主导，并且继承财产的力量在增加，形成寡头。皮克提用奥诺雷·德·巴尔扎克，简·奥斯丁和亨利·詹姆斯等小说中的例子来展现通过资本累积而逐渐固化阶级的社会。
皮克提认为未来世界经济的增长不会因为技术快速进步而回到20世纪的水平，而会是会维持较低的增速。他认为我们不应该把未来寄托在“技术的瞬息万变”。
皮克提建议征收每年不超过2%的全球性财产税，并结合最高到80%的累进所得税，以缩小贫富差距。

## 评论

### 支持
曾获得诺贝尔奖的经济学家保罗·克鲁格曼称这本书是一本“伟大的，影响深远的有关贫富不均的沉思录”并且是“今年，甚至可能是这十年最重要的经济学著作。”他指出这本书与其他有关经济学的畅销书的区别是它包含了“严肃的能够改变舆论的学术思想”。克鲁格曼同时写道：
当财富和收入集中在少数人手中再度成为政治的中心议题之时，皮克提不仅以无比的历史深度，提供了对当前之事的宝贵的文献，而且还给贫富不均研究领域提供了一个统一的理论，一个将经济增长、资本和劳动力之间的收入分配，以及个人之间的财富和收入分配融合进一个统一框架的理论…《二十一世紀資本論》是一本从各个方面来说，都非常重要的著作。皮克提已经改变了我们有关经济问题的讨论；我们从此再也不会像以前那样，来谈论财富和不平等了。
斯蒂文·博尔斯丁称它不仅是一个“经济史对理论的数学的经济模型的胜利，而后者近些年已经主导了经济学界”，但他还补充说，“皮克提对过去的分析比未来的预测更加令人印象深刻和有说服力。”
世界银行的资深经济学家布兰科·米兰诺维克称这本书是“经济思想的分水岭著作之一。”
英国历史学家安德鲁·赫西称这本书是“史诗”和“奠基石”，并提出它“科学地”证明了占领运动是正确的，因为它早断言“资本主义不行了”。
根据荣获诺贝尔奖的经济学家罗伯特·索洛所说，皮克提已经为“一个老话题‘做出了’新而有力的贡献：只要回报率超过增长率，富人的收入和财产就会比典型的靠劳动获得收入增长快得多”。
法国历史学者和政治科学家伊曼纽尔·托德称《二十一世紀資本論》是一部“名著”和“一部对这个世界的经济和社会发展影响很大的著作”。
萊恩·古柏在《周刊报道》上形容这本书为一部“卓越的，具有惊人可读性的著作，它将大量惊人的认真研究的成果合成起来，用事实证明收入不公平不是一个意外。”他同时表示“如果皮克提是正确地，他就为美国社会主义运动史的复兴奠定下思想基础。”
这本书已被一家法国媒体形容为“一个政治和理论的推土机”。
《经济学人》写道，“一场贫富不均的现代浪潮已经使新经济学家们如马克思和李嘉图一样自问，是什么力量能够阻止资本主义果实能够更广泛地分配。《二十一世紀資本論》……就是对这个问题的权威指南。”
威尔·胡顿写道，“像弗里德曼一样，皮克提是为这个时代而生的人。1970年代对通货膨胀的焦虑被今天对金权政治出现及他们对经济和社会影响的担忧所替代。皮克提坚信…当前不断上升的财富不均水平，仍然继续上升，将使资本主义的未来陷于危险之中。他已经证明这一点。”
克莱夫·克鲁克在强烈批评这本书的同时，承认“很难想象另外一部过去几十年出版的经济学著作受到如此不惜赞美之辞”。

### 批评
被人诟病的缺陷中有一条是皮克提把贫富不均当做讨论的中心，却没有任何关于为什么贫富不均很重要的讨论。马丁·沃尔夫认为皮克提只是描述贫富不均的存在及其如何恶化，并且假设贫富不均很重要，但是从没解释为什么。
克莱夫·克鲁克说，“抛开其他缺陷，《二十一世紀資本論》试图说服读者相信仅有贫富不均是最重要的。这本书使读者对未来数十年的低增长担心，不是因为这可能意味着生活水平的缓慢提升，而是因为它可能…加剧了贫富不均。”
劳伦斯·萨默斯批评皮克提低估了资本的报酬递减效应。萨默斯认为该效应会逐步抵销资本回报，因而给贫富不均设了一个上限。萨默斯挑战皮克提另一个假设，即财富回报大部分被用于再投资。存款/财产比率的下降也可能给社会上的贫富差距设置上限。
詹姆斯·高伯瑞批评皮克提使用的“经验证据方法与物质资本的现金价值部分并无关，而这个价值部分由资本回报决定。然而皮克提从来没提到回报率从哪里来的？”约翰·加尔布雷斯也说：“尽管很有的野心，但他的书并没有达到像其标题，长度和目前的社会反映所暗示的那样高度的著作。”
德国经济学者斯特芬·洪堡批评皮克提将“财富”与“资本”划等号。洪堡提出财富不仅仅包括像生产生产资料的资本品，还应包括土地和其他自然资源。洪堡认为观察到的财富/收入比的上升是反映了土地价格的上升而不是机器的积累。
马克思主义学者大卫·哈维在赞赏该书摧毁了“人们关于自由市场资本主义的普遍观念：它广布财富，保护个人自由的坚强壁垒”。但同时，他也批评皮克提其中一个主要错误是他对“资本的错误定义”。引用哈维的话来说：
资本是一个在流通中通过钱来生更多钱的过程，而不是一个事物，这个过程是通过而不仅限于对劳动力的剥削来实现。而皮克提将资本定义为私人、企业和政府所持有的所有存量资产，其可以进行市场交易而无论这些资产是否正在被使用。
哈维认为皮克提“对贫富不均补救的建议，即使不是乌托邦式的，那么也是不成熟的。当然，他就也没有为21世纪的资本运作模式提供出有效模型。因此，我们仍然需要马克思，或者其当代化身。”哈维也认为皮克提没有读过马克思的《资本论》就在反驳它。

#### 数据错误的指控
2014年5月23日，《金融时报》的经济编辑克里斯·贾尔斯声称在皮克提的数据中找到了“不能解释的错误”，特别是关于自1970年代以来财富不均扩大的数据。《金融时报》的部分文章摘录如下：
最近几周在畅销书排行榜排名靠前由皮克提教授所作的577页鸿篇巨著中，所使用的数据有一系列错误，扭曲了他的那些论据。《金融时报》在他的电子表格中发现这些错误以及不明原因的数据录入，很类似于去年卡门·莱因哈特和肯尼思·罗格夫的那些错误，削弱了他们关于公债及其增长的论证。皮克提教授的核心论点认为财富不均将退回到第一次世界大战之前的水平。而我们的调查削弱了这一论点，意味着仅有少量论据来支持皮克提教授提到的最富有的那一少部分人所占有总财富的份额在增加。
皮克提随后发表回应文章来维护其观点，并提出后续研究（他链接到伊曼纽尔·赛斯和加布里埃尔·祖克曼2014年3月的报告），证实了他关于财富不均加剧的结论，实际上还显示美国贫富不均的增加大大超过他书中的描述。在接受法新社采访时，他谴责《金融时报》的“不实批评”，并说该报“很荒唐，因为所有同时代的人都承认最富有的人的财富增长更快。”
他的谴责获得了广泛的媒体报道，一些来源说《金融时报》在这件事上夸大其词。例如，《金融时报》的姐妹期刊《经济学人》写道：
克里斯先生的分析给人留下深刻印象，并且有一个确定的希望后续工作，由克里斯先生，皮克提先生或其他人能澄清是否有错误，错误是怎么来的，并且错误的后果是什么。然而，根据克里斯先生目前提供的信息，分析看起来并不支持“FT”提出的那些指控，或者结论，即这本书的论点是错的。
曼哈顿政策研究所的社会学家与皮克提的批评者斯科特·温希普声称，那些指控并不“明显影响皮克提的主题是对的还是错的根本问题…很难想象皮克提去做一些违背学术道德的事情然后将其放到那里让像我这样的人去研究他的图表，结果发现看起来很粗略…皮克提在提供可供参考的数据与记录他做研究的文件方面一向表现不错，甚或超过其他任何人。”
除了斯科特·温希普，还有经济学家贾斯汀·沃尔夫斯，詹姆斯·汉密尔顿和加布里埃尔·祖克曼声称，金融时报的说法太过了。保罗·克鲁格曼评论说“任何想象认为财富不均加剧的整个想法已被驳斥的几乎肯定会失望的。”
皮克提的一位同事伊曼纽尔·赛斯，并被克里斯引用来损害皮克提名声的一位经济学家陈述说“皮克提的选择和判断非常好”并且他自己的研究支持皮克提的观点。
皮克提在他的网站上公布了一个完整的反驳。

## 版本
- （法文） Le Capital au XXIe siècle（页面存档备份，存于）, Éditions du Seuil, Paris, 2013, ISBN 9782021082289
- （英文） Capital in the Twenty-First Century（页面存档备份，存于）, Harvard University Press, 2014, ISBN 9780674430006
- （简体中文） 21世纪资本论（页面存档备份，存于），中信出版社, 2014, ISBN 9787508647258
- （繁體中文） 二十一世紀資本論，衛城出版社, 2014, ISBN 978-986-91093-2-1